# Bon dia per a un penjament
Bon dia per a un penjament (títol original: Good Day for a Hanging) és un western de sèrie B estatunidenc de 1959 dirigit per Nathan H. Juran i protagonitza per Fred MacMurray i Margaret Hayes. Està doblat al català.

## Argument
Després d'afirmar que l'amor de la infància de la seva filla va matar un home, Ben Cutler es troba en conflicte amb la seva filla, la seva promesa i molts dels habitants del poble.

## Repartiment
- Fred MacMurray com Marshal Ben Cutler
- Maggie Hayes com Ruth Granger
- Robert Vaughn com Eddie Campbell
- Joan Blackman com Laurie Cutler
- James Drury com Dr. Paul Ridgely
- Wendell Holmes com Tallant Joslin
- Edmon Ryan com William P. Selby
- Stacy Harris com Coley
- Kathryn Card com Molly Cain
- Emile Meyer com Hiram Cain
- Bing Russell com George Fletcher
- Russell Thorson com Harry Lander
- Denver Pyle com Ed Moore
- Phil Chambers com William Avery
- Howard McNear com Olson
- Tom London com granger (sense acreditar)